# Winston Groom
Winston Francis Groom (Washington D. C., 23 de marzo de 1943-Fairhope, Alabama; 17 de septiembre de 2020) fue un escritor, novelista e historiador estadounidense, conocido por ser el autor de la novela Forrest Gump en la que se basa la famosa película del mismo título, Forrest Gump.

## Vida
Nacido en Washington, se crio en el condado de Mobile, donde asistió a la UMS-Wright Preparatory School. La primera ambición de Groom fue convertirse en abogado como su padre, sin embargo, mientras era editor literario en la universidad, decidió convertirse en escritor. Asistió a la Universidad de Alabama, de donde se graduó en 1965.
Sirvió en el ejército de los Estados Unidos de 1965 a 1967, incluido un período de servicio en la guerra de Vietnam (del 66 al 67). La mayor parte de su tiempo de servicio lo pasó con la Cuarta División de Infantería.
A su regreso de Vietnam, se desempeñó como reportero para el Washington Star, donde dura poco tiempo pues decide seguir una carrera en la escritura de novelas. La primera novela de Groom fue "Better Times Than These", que se publicó en 1978 y trata sobre una empresa de rifles en la guerra de Vietnam cuyas vidas y patriotismo están destrozados.
Su siguiente novela "As Summers Die" (1980) recibió un mejor reconocimiento. Su libro "Conversaciones con el enemigo" (1982) sigue a un soldado estadounidense que durante la guerra de Vietnam escapa de un campo de prisioneros y toma un avión de regreso a los Estados Unidos solo para ser arrestado 14 años después por deserción. La obra fue finalista del Premio Pulitzer de no ficción general en 1984.
En 1985, regresó a Mobile, Alabama , donde comenzó a trabajar en la novela Forrest Gump, que se publicó en 1986; sin embargo, no convirtió a Groom en un autor de best-sellers hasta que se adaptó a una película de 1994, cuyo protagonista es Tom Hanks en el papel principal de Forrest Gump. La película impulsó la novela al estado de superventas y vendió 1,7 millones de copias en todo el mundo. Sin embargo, Paramount Pictures utilizó la contabilidad de Hollywood para desinflar las cifras de rentabilidad de la película y Groom no recibió ningún pago por su participación del 3% en las ganancias de la película .
En noviembre de 2011, Groom presentó su último libro de historia, Kearny's March: The Epic Creation of the American West, 1846-1847, en el que describe la búsqueda del general de brigada Stephen Kearny. Anclado a mediados del verano de 1846, el contexto tanto de las aventuras como del expansionismo es la anexión de Texas, la guerra mexicana-estadounidense y como telón de fondo la guerra civil estadounidense. En 2016 se publicó El Paso, la primera novela de Groom en casi 20 años.
Residió con su esposa Susan en Fairhope hasta su fallecimiento el 17 de septiembre de 2020 a los 77 años.

## Obra

### Novelas
- Better Times Than These (1978)
- As Summers Die (1980)
- Only (1984)
- Forrest Gump (1986)
- Gone the Sun (1988)
- Gump and Co. (1995)
- Such a Pretty, Pretty Girl (1998)
- El Paso (2016)

### No ficción
- Conversations with the Enemy (1982, con Duncan Spencer)
- Shrouds of Glory: From Atlanta to Nashville: The Last Great Campaign of the Civil War (1995)
- The Crimson Tide: An Illustrated History of Football at the University of Alabama (2002)
- A Storm in Flanders: The Triumph and Tragedy on the Western Front (2002)
- 1942: The Year that Tried Men's Souls (2004)
- Patriotic Fire: Andrew Jackson and Jean Laffite at the Battle of New Orleans (2006)
- Vicksburg, 1863  (2009)
- The Crimson Tide: The Official Illustrated History of Alabama Football, National Championship Edition (2010)
- Kearny's March: The Epic Creation of the American West, 1846-1847  (2011)
- Ronald Reagan: Our 40th President (2012)
- Shiloh 1862 (2012)